# Ви та ваш малюк
«Ви та ваш малюк» — енциклопедія російською та українською мовами для батьків, що стала першим адаптованим до українських реалій виданням, яке висвітлює питання підготовки до материнства, розвитку, харчування і виховання дитини від народження до 10 років і включає рекомендації провідних українських спеціалістів: педіатрів, неонатологів і гінекологів.
Почала видаватися з 1997 року під керівництвом Ольги Масалітіної. На кінець 2016 здійснено 11 перевидань загальним накладом 1 050 000 примірників.
В останні роки енциклопедія видається під керівництвом Асоціації сімейної медицини. Виходить щорічно українською та російською мовами.

## Історія
Людмила Кучма виступила першим рецензентом видання. У 2004—2005 видання вийшло накладом 780 000 примірників за підтримки Міністерства у справах сім'ї, дітей і молоді України та особисто міністра Валентини Довженко, а також на той момент Прем'єр-міністра Віктора Януковича. Весь тираж був поширений безкоштовно в пологових будинках України серед породіль. У 2007 році книгу підтримали міністр охорони здоров'я України Юрій Поляченко, а також благодійна організація Зелений хрест.
У 2013 році загальний тираж книги досяг одного мільйона примірників.

## Видання
- «Твой малыш». 1997 рік. Автор Ольга Масалітіна в співавторстві з Веременко Є. Т. та Веременко Т. Н. Наклад 10 000 + 20 000 примірників. Видавництво РА-Гармонія
- Настільна книга для батьків «Вы и ваш малыш». 1998 р. Автор Ольга Масалітіна. Видавництво РА-Гармонія, наклад 50 000
- «Энциклопедия для родителей». 2000 р. Автор Ольга Масалітіна. Наклад 20 000 примірників. Видавництво РА-Гармонія
- «Твой малыш» справочник для родителей. 2001—2003 рр. Наклад 36 700 примірників щорічно. Автор Ольга Масалітіна.
- «Энциклопедия для родителей». 2004 р. В рамках програми «Подарунок малюку». Автор Ольга Масалітіна. Наклад 780 000 примірників. Видавництво Джипиар (Дженерал Паблік Рілейшенз)
- Енциклопедія для батьків «Ви та Ваш малюк». 2007 р. Наклад 10 000 примірників. Видавництво Джипиар
- «Вы и Ваш малыш». Энциклопедия для родителей. 2008 р. Наклад 20 000 примірників. Видавництво Джипиар
- Енциклопедія для батьків «Ви та Ваш малюк». 2009 р. Наклад 30 000 примірників. Видавництво Джипиар
- Енциклопедія для батьків «Ви та Ваш малюк». 2012 р. Наклад 20 000 примірників. Видавництво Джипиар
- «Вы и Ваш малыш». Энциклопедия для родителей. 2013 р. Наклад 20 000 примірників. Видавництво Джипиар
- Посібник для батьків «Ви та Ваш малюк» в рамках програми «Перший подарунок малюкові». 2015 р. Наклад 50 000 примірників. Видавництво РА-Гармонія
- Brand book з проекту «Перший подарунок малюкові». 2015 р. Наклад 50 000 примірників. Видавництво РА-Гармонія
- «Вы и Ваш малыш», энциклопедия для родителей. 2016 р. Наклад 15 000 примірників. Видавництво РА-Гармонія

## Відзнаки
До 2000 року було отримано понад 20 премій і нагород: Гордість України, Обкладинка року, Золота фортуна та інші.